# Look to You
Look to You è il sesto album live degli Hillsong United con canzoni di lode e adorazione. Come More Than Life, anche questo CD è accompagnato da un DVD in cui sono presenti un documentario, delle interviste e dei backstage.

## Tracce[2][3]
1. Salvation Is Here (Joel Houston) - 4:42
2. Tell the World (Jonathon Douglass, Joel Houston & Marty Sampson) - 4:04
3. Look to You (Marty Sampson) - 5:21
4. All I Need Is You (Marty Sampson) - 6:26
5. All for Love (Mia Fieldes) - 5:56
6. Shout Unto God (Joel Houston & Marty Sampson) - 3:16
7. There Is Nothing Like (Marty Sampson and Jonas Myrin) - 7:30
8. What the World Will Never Take (Scott Ligertwood, Matt Crocker & Marty Sampson) - 3:05
9. Only One (Joel Davies) - 3:47
10. Deeper (Marty Sampson) - 6:30
11. 'Til I See You (Joel Houston & Jadwin Gillies) - 6:08
12. Rest in You (Mia Fieldes) - 7:16
13. Awesome God (Rich Mullins) - 5:18

## Curiosità
Il DVD contiene alcuni contenuti nascosti:
1. un video in cui la conferenza giapponese Hillsong assiste all'esecuzione del brano One Way; per accedere al video basta cliccare sul menu durante la canzone What the World Will Never Take e selezionare l'opzione in giallo sullo schermo;
2. una versione remixata di "Look to You" realizzata da Hamish McDonald, accompagnata da alcuni video casuali; per accedere al video, cliccare sul menu durante la canzone What the World Will Never Take, andare a “Song Selection”, premere “Invio” per illuminare il “Main Menu”, poi premere la freccia in basso e poi “Invio”.